# Ноний Филип
Ноний Филип (на латински: Nonius Philippus) е политик и сенатор на Римската империя.
През 242 г. той е управител на римската провинция Долна Британия (Britannia Inferior).